# Milan Rakić
Milan Rakić (Újvidék, 1981. szeptember 2. –) szlovén válogatott labdarúgó.

## Mérkőzései a szlovén válogatottban
| #  | Dátum            | Ellenfél   | Eredmény | Kiírás              | Esemény |
| -- | ---------------- | ---------- | -------- | ------------------- | ------- |
| 1. | 2005. február 9. | Csehország | 0 – 3    | barátságos mérkőzés | 68'     |